# Rizofiltracja
Rizofiltracja – rodzaj fitoremediacji, polegający na wykorzystaniu strefy korzeniowej roślin lądowych do usuwania zanieczyszczeń z wód powierzchniowych i ścieków. W tym celu zakłada się uprawy hydroponiczne. Preferencja roślin lądowych wynika z ich bardziej rozbudowanego systemu korzeniowego w porównaniu z roślinami wodnymi.